# Station Gare centrale (REM)
Ne doit pas être confondu avec Gare centrale de Montréal.
La station Gare centrale est une station, terminus provisoire du Réseau express métropolitain (REM). Elle est située au centre-ville de Montréal, dans la province de Québec au Canada.
Mise en service en 2023, elle est établie en souterrain dans le complexe de la gare centrale de Montréal, ce qui en fait une importante station d'échange de la ligne du REM.

## Situation sur le réseau

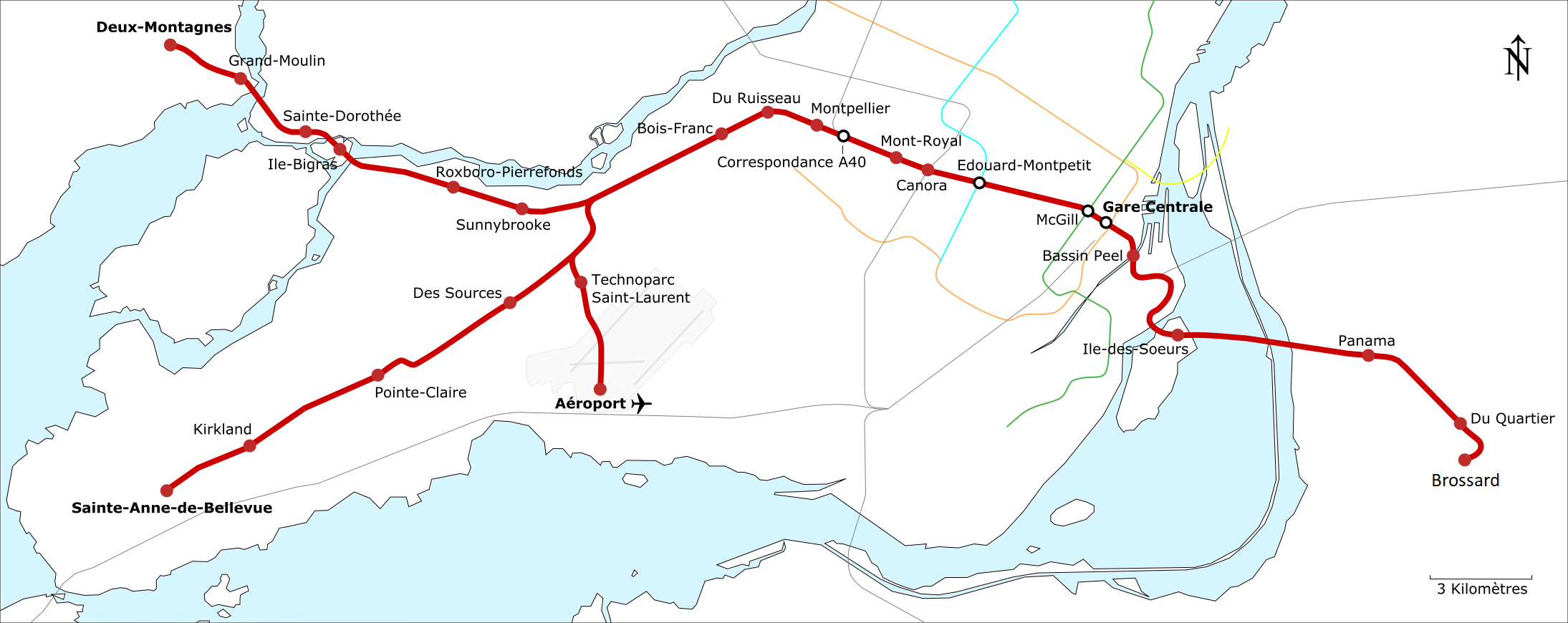
Plan du réseau express métropolitain (version du 2 août 2023).

Établie en souterrain, la station Gare centrale de Montréal, terminus ouest provisoire, est située sur le tronçon principal de la ligne A du Réseau express métropolitain, après la station Île-des-Sœurs, en direction de la station Brossard terminus est de la ligne.

## Histoire
L'inauguration de la station Gare centrale a lieu le vendredi 28 juillet 2023 par les autorités, notamment Justin Trudeau, François Legault et Valérie Plante, qui ont pris place à bord du train inaugural qui circule de la station Brossard à la station Gare centrale. La mise en service officielle a lieu le lundi 31 juillet 2023 après deux journées de circulations gratuites. La signalisation pour le parcours piétonnier avec la station Bonaventure de la ligne 2 orange du Métro de Montréal est installée en fin de journée le jeudi 31 août.

## Services aux voyageurs

### Accès et accueil
Domicilié au 895 rue de la Gauchetière Ouest, la station Gare centrale du REM est située en souterrain dans le complexe de la gare centrale, la station est ouverte tous les jours pendant 20 heures, elle est accessible aux personnes à la mobilité réduite et dispose d'automates distributeurs de titres et de la billetterie métropolitaine. Il n'y a pas de toilette dans la station, mais il y en a dans le complexe de la gare ferroviaire. Le quai de la station est accessible à pied et à vélo.

### Desserte
La station Gare centrale est desservie par les rames automatiques du REM (en direction de la station A1-Brossard : du lundi au vendredi de 5 h 35 à 1 h 10, avec une fréquence de de 3 min 45 s en heure de pointe (de 6 h 30 à 9 h 30 et de 15 h 30 à 18 h 30) et 7 min 30 s aux autres heures ; le samedi de 5 h 35 à 1 h 40, avec une fréquence de 7 min 30 s ; et le dimanche et les jours fériés de 5 h 35 à 1 h 10, avec une fréquence de 7 min 30 s.

Quai et desserte lors de l'inauguration
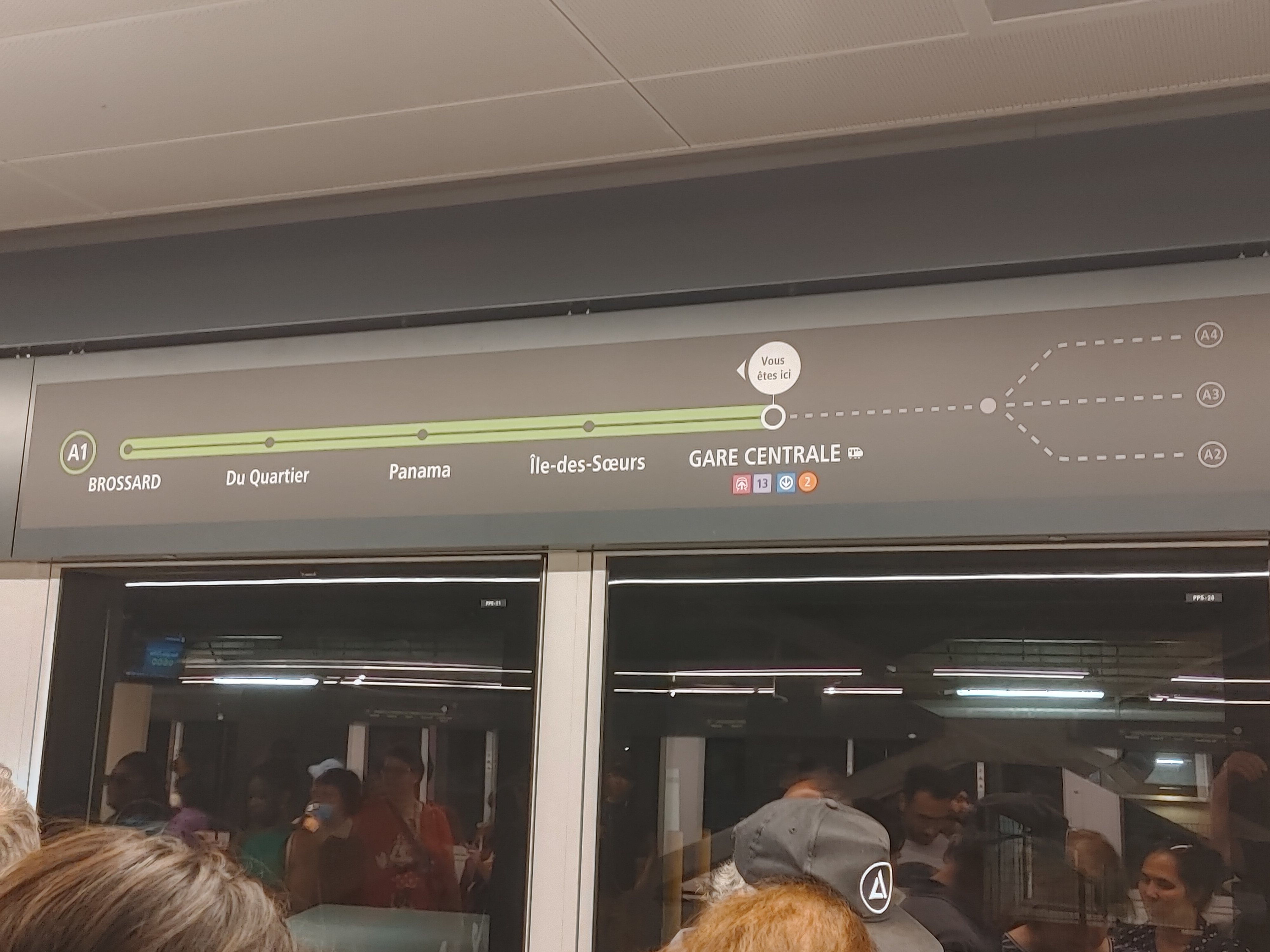
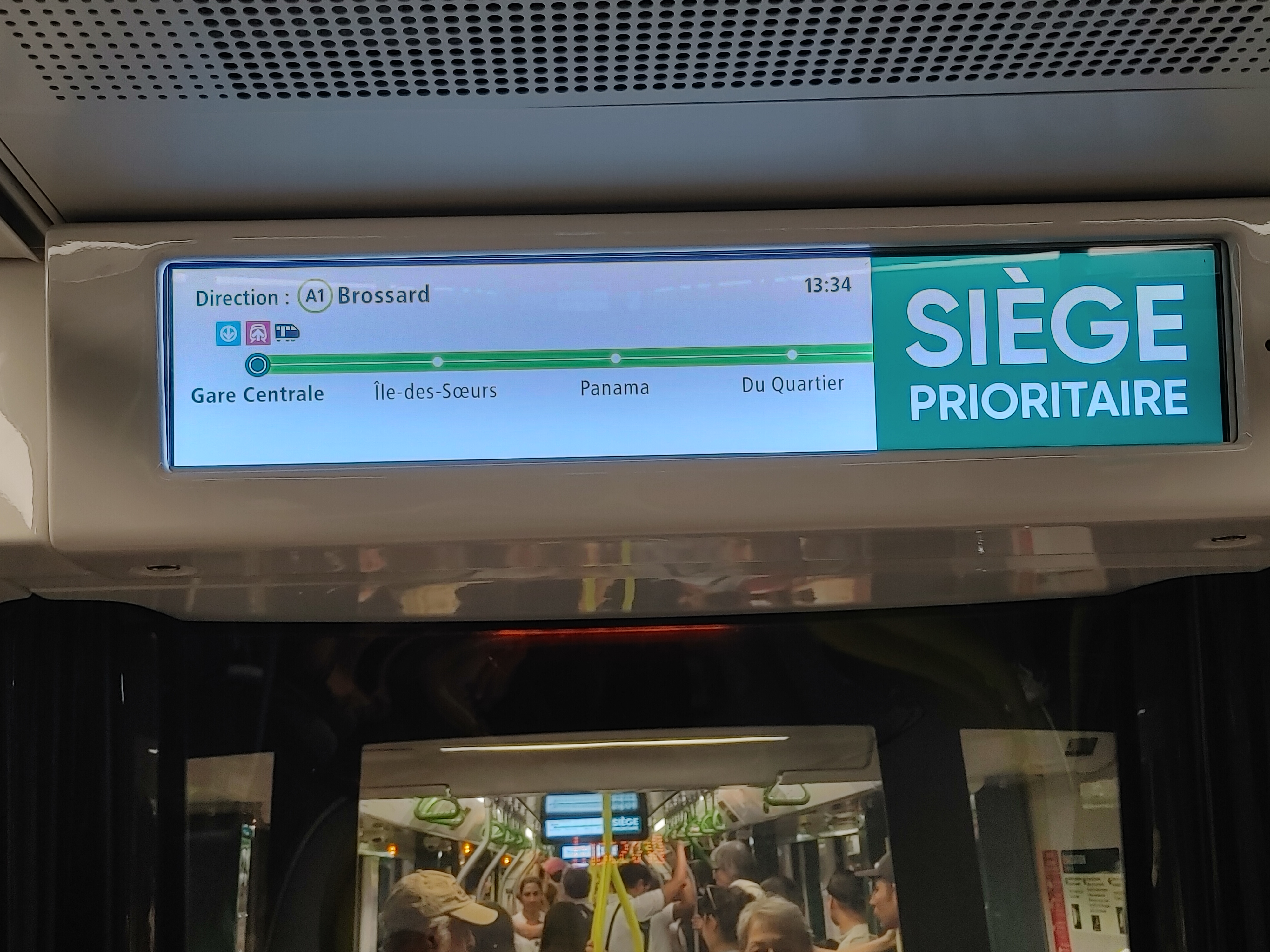
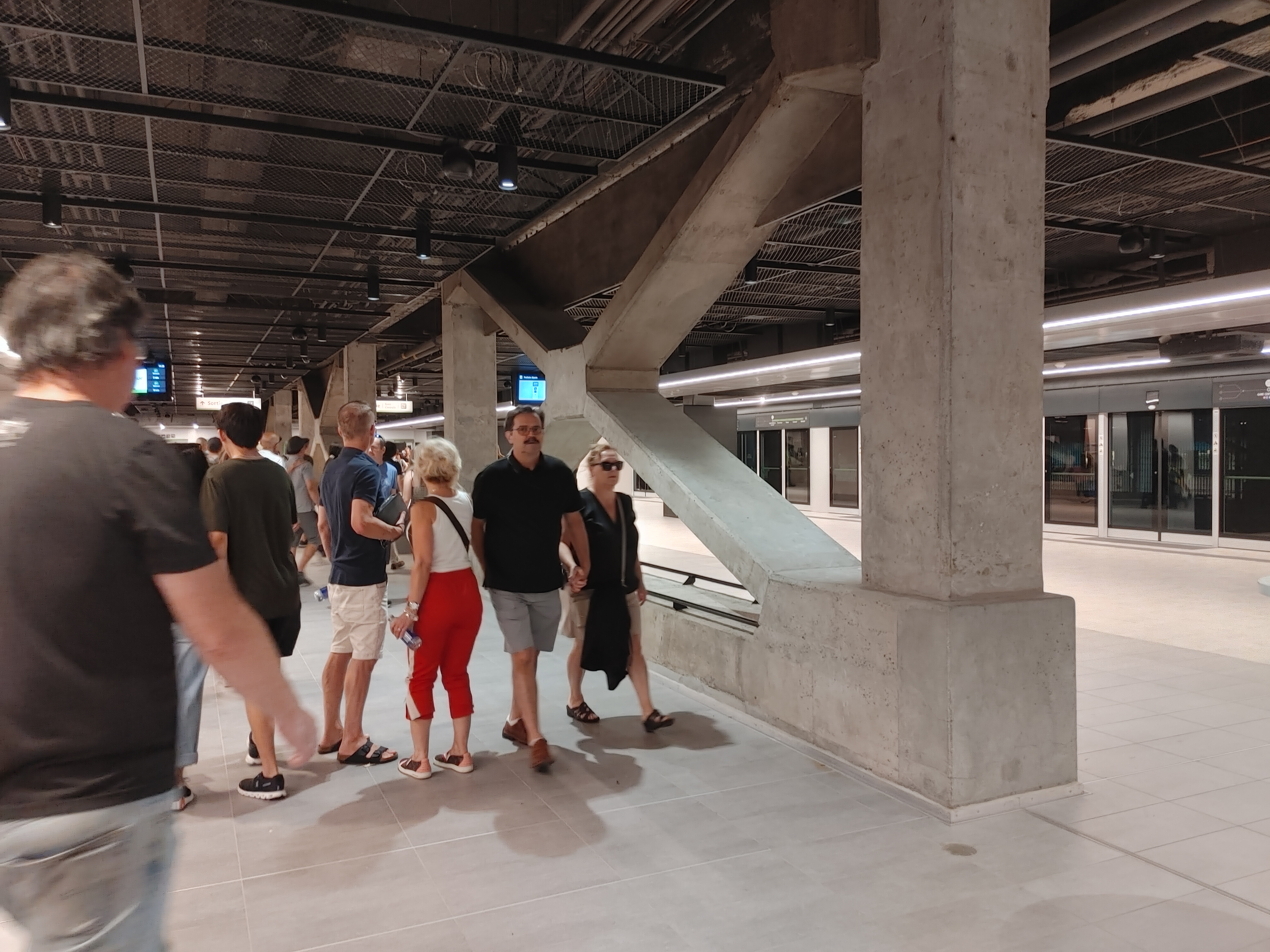

### Intermodalité
Du fait de sa situation dans le complexe de la gare centrale de Montréal, la station permet des échanges avec plusieurs modes de transport collectif : notamment, le terminus Centre-ville, les arrêts de bus dans les rues avoisinantes, la station Bonaventure desservie par la ligne 2 (orange) du métro de Montréal et la gare ferroviaire avec ses trains de banlieue et ses trains voyageurs grandes lignes.

## À proximité
La station est située au centre-ville de Montréal.

## Projets
La mise en service de la « phase 2, Segments Ouest-de-l'Île, Rive-Nord et Centre de Montréal » du REM, est prévue à la fin de l'année 2025

. L'ouverture de la phase 3, qui concerne le « Segment Aéroport » est prévue en 2027.